# Ingrisma viridipallens
Ingrisma viridipallens är en skalbaggsart som beskrevs av Thierry Bourgoin 1917. Ingrisma viridipallens ingår i släktet Ingrisma och familjen Cetoniidae. Inga underarter finns listade i Catalogue of Life.